# Gyda Hansen
Gyda Hansen (7 de fevereiro de 1938 - 20 de agosto de 2010) foi uma atriz de cinema dinamarquesa. Ela apareceu em 22 filmes entre 1963 e 2000. Ela faleceu devido a complicações de um câncer.